# ダイアモンド (駆逐艦・初代)
|          |                               |
| 艦歴     |                               |
| 発注     |                               |
| 起工     | 1931年9月29日                 |
| 進水     | 1932年4月8日                  |
| 就役     | 1932年11月2日                 |
| 退役     |                               |
| その後   | 1941年4月27日に戦没           |
| 除籍     |                               |
| 性能諸元 |                               |
| 排水量   | 基準 1,375トン 満載 2,890トン |
| 全長     | 100.28 m                      |
| 全幅     | 10.06 m                       |
| 吃水     | 3.78 m                        |
| 機関     |                               |
| 最大速   | 36ノット (66.7 km/h)          |
| 乗員     | 145名                         |
| 兵装     |                               |

ダイアモンド (HMS Diamond, H22) は、イギリス海軍の駆逐艦。D級。

## 艦歴
1931年9月29日起工。1932年4月8日進水。同年11月2日就役。
1941年4月、ギリシャからの撤退作戦（デーモン作戦）に参加。
4月23日、ANF29船団として巡洋艦「コヴェントリー」、駆逐艦「ライネック」、「グリフィン」とともに「Delane」、「Pennland」、「Thurland Castle」を護衛してアレクサンドリアから出航。このうち「Delane」と「ダイアモンド」は他と別れてスダ湾へと向かった
「ダイアモンド」は4月26日朝に軽巡洋艦「カルカッタ」などとスダ湾から出航し、「カルカッタ」、駆逐艦「グリフィン」、「アイシス」、「ホットスパー」、揚陸艦「Glenearn」および「Slamat」と「Khedive Ismail」でナフプリオとトロンへ向かう船団を構成して、4月26日午後に目的地へ向け出発した。途中、空襲で「Glenearn」が被弾し、「グリフィン」に曳航されてキサモス湾へ向かった。「Glenearn」の代わりとして軽巡洋艦「オライオン」、「パース」、駆逐艦「スチュアート」もナフプリオへ向かった。4月26日から27日夜に兵員を収容して出航したが、船団は爆撃を受けて「Slamat」が被弾。「ダイアモンド」が救助に送られ、兵員を載せた駆逐艦の代わりの護衛として派遣された駆逐艦が到着すると、そのうちの「ライネック」が「ダイアモンド」の支援を命じられた。9時25分に「ダイアモンド」から生存者の大半を収容し終えスダ湾へ向かうとの連絡があり、10時25分には「ライネック」から戦闘機の援護の求めがあったが、これが2隻からの最後の連絡となった。
13時15分ごろにドイツ軍のメッサーシュミット Bf109戦闘機およびJu 88爆撃機の攻撃により、「ダイアモンド」と「ライネック」は撃沈された。「ライネック」からは救命艇がおろされ、また2隻からそれぞれ3つのカーリーフロートもおろされた。救命艇に乗った者たちはカーリーフロートを二つ引いて東へと向かったが、風が強くなりフローとが救命艇に衝突したためやむなく切り離した。
2隻がスダ湾に戻らないことから「グリフィン」が捜索に送られ、発見したカーリーフロートから18名を救助した。また、「Slamat」の生存者のGeorge Dexterは、「ライネック」沈没後彼を含めて4人が軽巡洋艦「オライオン」に救助されたと述べている。
4月28日、救命艇に乗った24人はミロス島を目指したが、ひじょうに消耗しており二人の少年がユニオンジャックで注意を引こうとしているのを見てミロス島から南東13海里ほどのAnanes Rockに上陸した。そこにはcaïqueでピレウスから逃れてきたギリシャ人避難民やイギリス兵がいた。夕方、大半の人はcaïqueに乗り、5人が乗った救命艇を引き、クレタ島を目指して出発。翌日、46人はスダ湾に到着した。